# Jay Rosen
Jay Rosen (né le 5 mai 1956 à Buffalo dans l'État de New York, États-Unis), est critique de presse, auteur, journaliste et professeur de journalisme à l'université de New York.
Partisan d'un journalisme citoyen, il encourage la presse à prendre une part plus active dans la vie et les débats publics. Son livre sur ce point, What Are Journalists For?, a été publié en 1999.
Jay Rosen écrit fréquemment sur les enjeux du journalisme et des médias. Ses articles sont parus dans The New York Times, Salon.com, Harper's Magazine, et The Nation. Il contribue également au journal The Huffington Post.
Son blog Pressthink traite du journalisme à l'âge du Net. Il a gagné le prix de Reporters sans frontières en 2005 comme un des meilleurs blogs défendant la liberté d'expression.
En juillet 2006, Jay Rosen a annoncé le projet NewAssignment, associant des journalistes professionnels à des internautes, ces derniers contribuant financièrement et en apport d'informations aux articles. Ce projet a reçu un soutien de 100 000 dollars de l'agence Reuters en septembre 2006, après deux dons de 10 000 dollars chacun de la Sunlight Foundation et de Craig Newmark. Il doit commencer début 2007.